# Barra da Tijuca Futebol Clube
Barra da Tijuca Futebol Clube é uma agremiação esportiva da Barra da Tijuca, bairro da cidade do Rio de Janeiro, fundada a 28 de outubro de 1993.

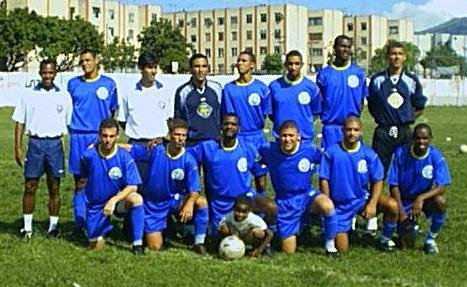
Equipe profissional do Barra da Tijuca em 2002

## História
Criado contendo um ousado e suntuoso projeto de clube-empresa, o Barra da Tijuca estreou em 1994 na Segunda Divisão, na prática a Terceira, visto que o verdadeiro segundo módulo virara Intermediário, aproveitando a filiação do Confiança Atlético Clube, que havia encerrado suas atividades, em uma espécie de fusão articulada para que não precisasse disputar a Terceira Divisão, entrando direto na Segunda.
O projeto era de fato promissor. O clube se localizava em uma sede moderna intitulada Patty Center, mesmo nome da empresa que o patrocinava, e que era detentora do local, hoje alugado ao Clube de Regatas Vasco da Gama.
Na disputa da Segunda Divisão de 1994, o clube não passou da primeira fase ao ficar em quinto em sua chave. No ano seguinte, é convidado a integrar a Divisão Intermediária, a verdadeira Segunda Divisão da época. Termina o campeonato em quinto lugar.
Em 1996, se licencia das competições profissionais. Há uma cisão entre os sócios que praticamente atira o clube ao abismo. A sede que lhe abrigava é alugada primeiramente ao Clube de Regatas Flamengo. O Barra da Tijuca é obrigado a mandar os seus jogos em vários estádios diferentes, o mais utilizado foi o do Mesquita Futebol Clube.
O clube retorna em 1998, na Segunda Divisão. Fica em último lugar na sua chave logo na fase inicial da competição. No ano seguinte, se licencia novamente do profissionalismo.
Em 2000, retorna na Terceira Divisão. Fica em quinto lugar no primeiro turno e quarto no segundo em um campeonato com sete equipes.
Em 2001, os times da Terceira Divisão são convidados a integrar a Segunda numa fase preliminar que os poderia classificar para a Segunda do ano seguinte ou rebaixá-los para a Terceira do mesmo ano, que ainda iria ocorrer. O time fica em terceiro em sua chave e consegue se classificar para a fase seguinte, ajudado também pela desistência do América de Três Rios. Na fase seguinte fica em quarto na sua chave composta por nove times e consegue se classificar para o campeonato da Segunda Divisão do ano seguinte, embora fosse eliminado do corrente.
Em 2002, de volta à Segunda Divisão por ter superado a seletiva do ano anterior dos clubes da Terceira, fica em primeiro lugar na sua chave na primeira fase. Na seguinte, acaba em quarto, à frente apenas do São Cristóvão de Futebol e Regatas, e acaba eliminado.
Em 2003, termina em sétimo lugar em sua chave e termina rebaixado para a Terceira Divisão. Em 2004, de volta à Terceira Divisão, termina a primeira fase do campeonato como líder, se classificando para a seguinte na qual fica também em primeiro. Chega enfim às semifinais quando é eliminado pelo CFZ do Rio Sociedade Esportiva, que se sagraria o campeão do certame.
Em 2005, interrompe novamente as atividades. Tenta retornar no ano seguinte, mas declina devido a sérios problemas financeiros. Em 2007, disputa a categoria Juvenil. Desde então as suas atividades se encontram completamente paralisadas. Suas cores são amarelo, azul e branco.

## Fonte
- VIANA, Eduardo. Implantação do futebol Profissional no Estado do Rio de Janeiro. Rio de Janeiro: Editora Cátedra, s/d.